# Alternative électorale travail et justice sociale
L'Alternative électorale travail et justice sociale (Wahlalternative Arbeit und soziale Gerechtigkeit, WASG) était un parti politique allemand créé en 2005 par des militants sociaux-démocrates et des syndicalistes déçus par les politiques du gouvernement fédéral du chancelier Gerhard Schröder qu'ils jugeaient trop libérales. Le 16 juin 2007, la WASG fusionna avec le Linkspartei (Parti de gauche) pour former le nouveau parti politique Die Linke (La Gauche).

## Histoire
Le projet d'un nouveau parti de gauche émerge au moment où la réforme du marché du travail (dite Hartz IV) cristallise les critiques adressées à la politique du gouvernement Schröder. L'association Wahlalternative Arbeit und soziale Gerechtigkeit e.V. est fondée le 3 juillet 2004 par la réunion des associations Initiative Arbeit und soziale Gerechtigkeit et Wahlalternative. La critique de l'Agenda 2010 et de la réforme Hartz IV et la menace de la création d'un nouveau parti conduisent à l'exclusion de plusieurs syndicalistes et dirigeants de la Sozialdemokratische Partei Deutschlands bavaroise (Klaus Ernst, Thomas Händel, Gerd Lobboda et Peter Vetter). La transformation de l'association en parti est formellement décidée les 20 et 21 novembre 2004 à Nuremberg et Arbeit & soziale Gerechtigkeit – Die Wahlalternative est finalement créé le 22 janvier 2005 à Göttingen.
Au congrès de Dortmund (24 et 25 avril 2007), le parti décide d'une fondation d'un nouveau parti avec le Linkspartei (en français : Parti de gauche, nouveau nom du PDS depuis juillet 2005) et d'un rassemblement syndicaliste et protestataire social. Sur le même centre des congrès, le Linkspartei prend des décisions similaires. Le parti Die Linke (La Gauche) est ainsi créé, avec à sa tête Oskar Lafontaine et Lothar Bisky.

## Membres
Au premier trimestre 2005 la WASG réunit environ 5 400 membres, en juillet ce chiffre atteint 9 000. En mars 2007, trois mois avant la fusion, le parti compte 11 600 membres.

### Bureau fédéral
- Klaus Ernst, mécanicien, responsable du syndicat IG Metall à Schweinfurt
- Thomas Händel, mécanicien, responsable IG Metall à Fürth
- Christine Buchholz, théologe, travaille pour le groupe parlementaire
- Axel Troost (en), économiste, animateur de différents cercles de réflexion de gauche, membre d'ATTAC et d'IG Metall
- Jürgen Klute, pasteur luthérien, tête de la liste de la WASG lors des élections régionales 2005 en Rhénanie-du-Nord-Westphalie

### Membres célèbres
- Oskar Lafontaine a conduit une liste unie entre la WASG et le PDS (juridiquement une liste ouverte du Linkspartei) en Rhénanie-du-Nord-Westphalie pour les élections anticipées de 2005.
- Gregor Gysi, ancien sénateur de l'économie, du travail et de la femme au parlement régional de Berlin et chef du Parti de gauche, devient membre de la WASG en décembre 2005.
- Ulrich Mäurer (en), ancien chef régional du SPD et député au parlement régional du Bade-Wurtemberg est devenu le premier élu du parti en adhérant à la WASG le 1er juillet 2005.

## Résultats électoraux
Les premiers résultats du parti, lors des élections régionales en Rhénanie-du-Nord-Westphalie, ont été plutôt décevants. La WASG n'a réuni que 2,2 % des voix alors que ses dirigeants espéraient dépasser les 5 % pour pouvoir entrer au Landtag, le parlement régional.
La WASG s'est présenté avec le Parti du socialisme démocratique (PDS) sous son nouveau nom, die Linkspartei (le Parti de gauche) pour les élections fédérales anticipées du 18 septembre 2005, qui a atteint 8,7 % des voix.
Aux élections régionales en mars 2006 le parti obtient 3,1 % au Bade-Wurtemberg et 2,6 % en Rhénanie-Palatinat. Six mois plus tard, la WASG se présente en septembre aux élections régionales à Berlin et en Mecklembourg-Poméranie-Occidentale en concurrence avec le Linkspartei. Le parti obtient 2,9 % à Berlin et 0,5 % en Mecklembourg-Poméranie-Occidentale.